# 2021년 한국 음악
다음은 2021년 대한민국 음악에서 발매했거나 발매할 것으로 예상되는 주목할만한 이벤트 및 릴리스 목록이다.

## 2021년 발매

### 1 분기

#### 일월
| 데이트 | 앨범                    | 아티스트 | 장르 | Ref.  |
| ------ | ----------------------- | -------- | ---- | ----- |
| 5      | On & on                 | 홍은기   | TBA  | [ 1 ] |
| 6      | 24 Part 2               | 정세운   | TBA  | [ 2 ] |
| 11     | 보이스: 미래는 지금이다 | Victon   | TBA  | [ 3 ] |

## 같이 보기
- 2021년 대한민국의 영화 목록
- 2021년 가온 디지털 차트 1위 목록